# Jack Burke Jr
Jack Burke Jr, född 29 januari 1923 i Fort Worth, Texas, död 19 januari 2024 i Houston, Texas, var en amerikansk golfspelare.
Burke var en av de stora spelarna på 1950-talet. Han var en av de mest framstående spelarna i 1951 års Ryder Cup då han var med och vann två matcher. Han deltog även 1953 och 1955 och 1957 var han kapten för det amerikanska Ryder Cup-laget. Han var även icke spelande kapten för laget 1973. 

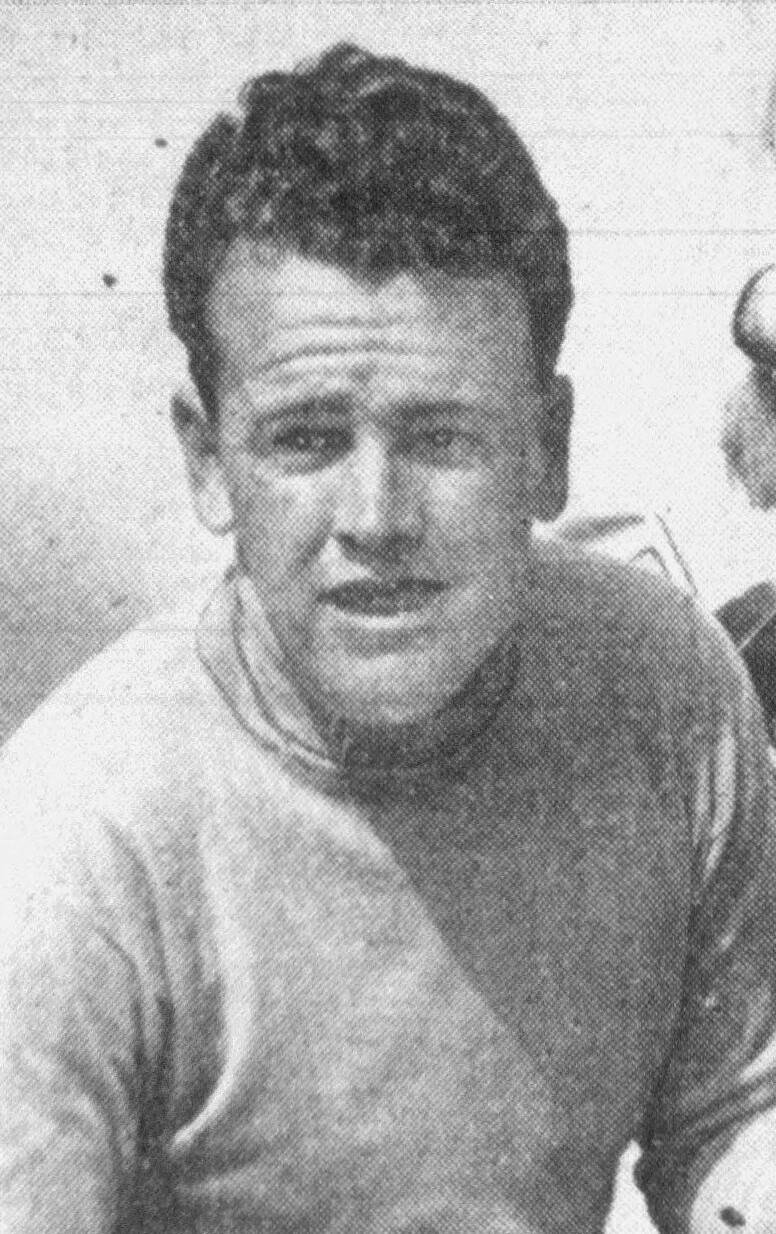
Jack Burke Jr. (1950)

1952 vann han fyra PGA-tävlingar i rad vilket bara tre andra spelare har klarat av (Byron Nelson, Ben Hogan och Tiger Woods). Totalt vann han 15 PGA-tävlingar under sin karriär inklusive 1956 års The Masters Tournament och PGA Championship. Hans kanske mest berömda match var när han förlorade i en nio timmar lång kvartsfinal över 40 hål mot Cary Middlecoff i PGA Championship 1955. Han utsågs till PGA Player of the Year 1956. Han kom fyra i PGA Championship 1958.
En handledsskada tvingade honom att sluta tävla i början av 1960-talet.
Efter att han dragit sig tillbaka från tävlingsgolfen grundade han tillsammans med Jimmy Demaret Houston Champions Golf Club där flera stora tävlingar har spelats genom åren, bland annat Ryder Cup 1967 och US Open 1969.
| Majorsegrare genom tiderna                                                                                   |           |            |            |                  |
| 200 olika spelare har vunnit i herrarnas majortävlingar. Jack Burke var den 96:e spelaren som vann en major. |           |            |            |                  |
| 1:a | 95:e      | 96:e       | 97:e       | 200:e            |
| Willie Park Sr                                                                                               | Doug Ford | Jack Burke | Dick Mayer | Louis Oosthuizen |
| Lista över golfens majorsegrare                                                                              |           |            |            |                  |